# Вторжение США на Гренаду
Вторжение США на Гренаду (официально — Операция «Urgent Fury») («Вспышка ярости») — операция вооружённых сил США по вторжению на Гренаду в 1983 году, предпринятая, по утверждению администрации США, для защиты американских граждан и восстановления стабильности в стране на основании обращения Организации американских государств. Операции предшествовал государственный переворот на Гренаде, в результате которого было свергнуто правительство страны и казнён его руководитель Морис Бишоп.

## Предыстория
Гренада получила независимость от Великобритании в 1974 году при активном участии Эрика Гейри — лидера Объединённой лейбористской партии, который был премьер-министром страны с 1967 года. Партия придерживалась социал-демократической идеологии, однако находилась под сильным влиянием популистских и праворадикальных идей. С 1970 года режим Гейри стал откровенно авторитарным, а оппозиция подавлялась с использованием полиции и незаконных вооружённых формирований («банда мангустов»).
13 марта 1979 года на Гренаде в результате государственного переворота правительство Эрика Гейри было свергнуто, и к власти пришло левое движение «New Jewel Movement» во главе с Морисом Бишопом. Новое руководство страны взяло курс на активное сотрудничество с социалистическими странами, в первую очередь с Кубой и СССР. При этом Гренада оставалась королевством Содружества, и ранее назначенный английской королевой генерал-губернатор не был смещён.
С иностранной помощью армия Гренады была перевооружена и к 1983 году представляла собой наиболее боеспособные вооружённые силы в восточной части Карибского моря, превосходя по численности армии всех соседних государств Малых Антильских островов вместе взятые. За четыре года Гренада заключила с СССР три соглашения о военных поставках, первое из которых оценивалось в сумму 58 млн долларов. Вооружение закупалось и в ряде других стран; в частности, соглашение с КНДР, заключённое весной 1983 года, предусматривало военные поставки на сумму 12 млн долларов.
Новый внешнеполитический курс Гренады вызвал значительное беспокойство со стороны США, чьё политическое доминирование в регионе Центральной Америки уже было поставлено под сомнение приходом сандинистов к власти в Никарагуа и действиями левых партизан в Сальвадоре.
В апреле 1982 года президент США Рональд Рейган на встрече с руководителями восточнокарибских государств открыто обвинил правительство Гренады в распространении «вируса марксизма» в других странах. В марте 1983 года Рейган объявил Гренаде бойкот и призвал американских туристов отказаться от посещения острова. Одновременно ВМС США провели учения вблизи гренадских территориальных вод.
Правительства восточнокарибских островных государств настороженно относились к происходящему на Гренаде. Премьер-министры Ямайки, Барбадоса, Доминики — Эдвард Сиага, Том Адамс, Юджиния Чарлз — придерживались проамериканского курса и были враждебно настроены к марксистскому режиму Бишопа. В мае 1983 года Фрэнсис Алексис, Кит Митчелл и другие эмигранты-антикоммунисты учредили на Барбадосе Демократическое движение Гренады, поставившее целью свержение правительства Бишопа.

### Аэропорт

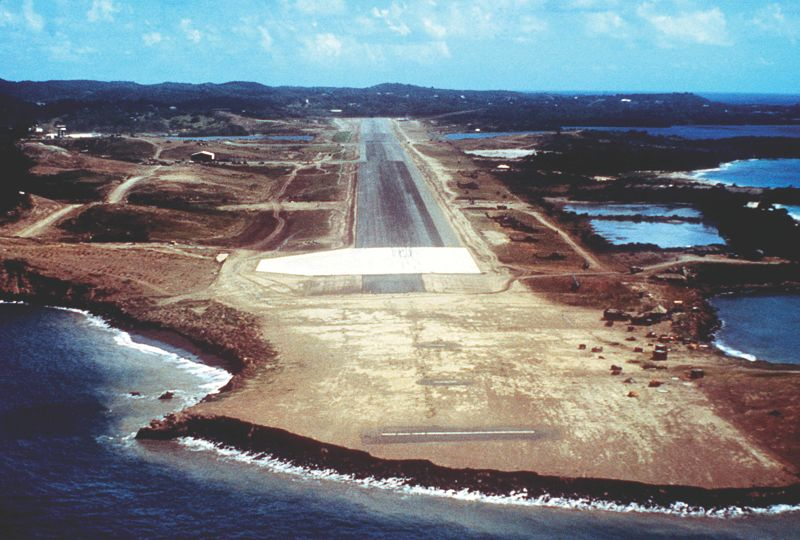
Строящийся международный а/п Пойнт-Салинас (1983 г.)

В мае 1982 года правительство Гренады подписало соглашение с британской фирмой «Плесси Эйрпортс» о строительстве в Пойнт-Салинас нового международного аэропорта со взлётной полосой 2700 м, которое должно было быть завершено к началу 1984 года. Контракт на строительство был заключён с британской фирмой, а непосредственно строительство выполнялось кубинскими рабочими.
17 марта 1983 года замминистра обороны США Ф. Икле продемонстрировал фотоснимки строящегося аэродрома, сделанные американским самолётом-шпионом, на заседании сенатской комиссии по делам Западного полушария, после чего сообщил, что на острове идёт сооружение «кубинской военной базы».
Правительство Гренады сделало заявление, что новый аэропорт не является военным объектом и предназначен для развития туризма. Деррик Колльер, генеральный директор британской компании «Плесси Эйрпортс», которая проектировала аэропорт, сообщил на пресс-конференции, что аэропорт предназначен для гражданских самолётов, на нём нет военных и подземных сооружений, резервуары с горючим расположены открыто, а взлётно-посадочная полоса строится в соответствии с требованиями ИКАО и даже короче, чем в аэропортах других стран Карибского архипелага (длина ВПП аэропорта Тринидад-и-Тобаго составляла 3220 м, аэропорта Барбадос — 3300 м).
Впрочем, представители администрации США заявляли, что с учётом сотрудничества между гренадским, кубинским и советским правительствами аэропорт будет использован в качестве военно-воздушной базы, способной принимать даже советские стратегические бомбардировщики. Президент США Рональд Рейган также неоднократно заявлял, что «под видом международного аэропорта на Гренаде сооружается стратегическая советско-кубинская военная база, которая несёт угрозу безопасности США».
После захвата острова строительство аэропорта было завершено, однако США уже не имели претензий к его функционированию.

### Переворот 13—14 октября
Между тем к середине 1983 года в движении «New Jewel Movement» наметился раскол. Радикальные коммунисты — сторонники заместителя премьер-министра Бернарда Корда и командующего гренадской армией генерала Хадсона Остина — были недовольны умеренностью Мориса Бишопа и планами нормализации отношений с США. 13 октября группа Корда—Остина совершила переворот. Морис Бишоп был арестован.
19 октября вооружённые сторонники Бишопа освободили его из-под ареста в Маунт-Ройал. Толпа двинулась на армейский штаб в Форт-Руперт и захватила его. Власти приняли решение силой подавить протесты. Охрана открыла огонь, убив десятки мирных жителей.
Форт-Руперт был взят правительственными силами. Бишоп сдался во избежание дальнейшего кровопролития, однако бойцы армейского подразделения под командованием лейтенанта Каллистуса Бернарда без суда и следствия расстреляли Бишопа и семерых его ближайших сподвижников (среди убитых была министр образования Жаклин Крефт, неофициальная жена Бишопа). Генерал-губернатора Пола Скуна поместили под домашний арест.
Было экстренно сформировано новое военное правительство — Революционный военный совет (RMC) под председательством генерала Остина. RMC ввёл круглосуточный комендантский час на четверо суток и произвёл ряд арестов.

## Подготовка операции

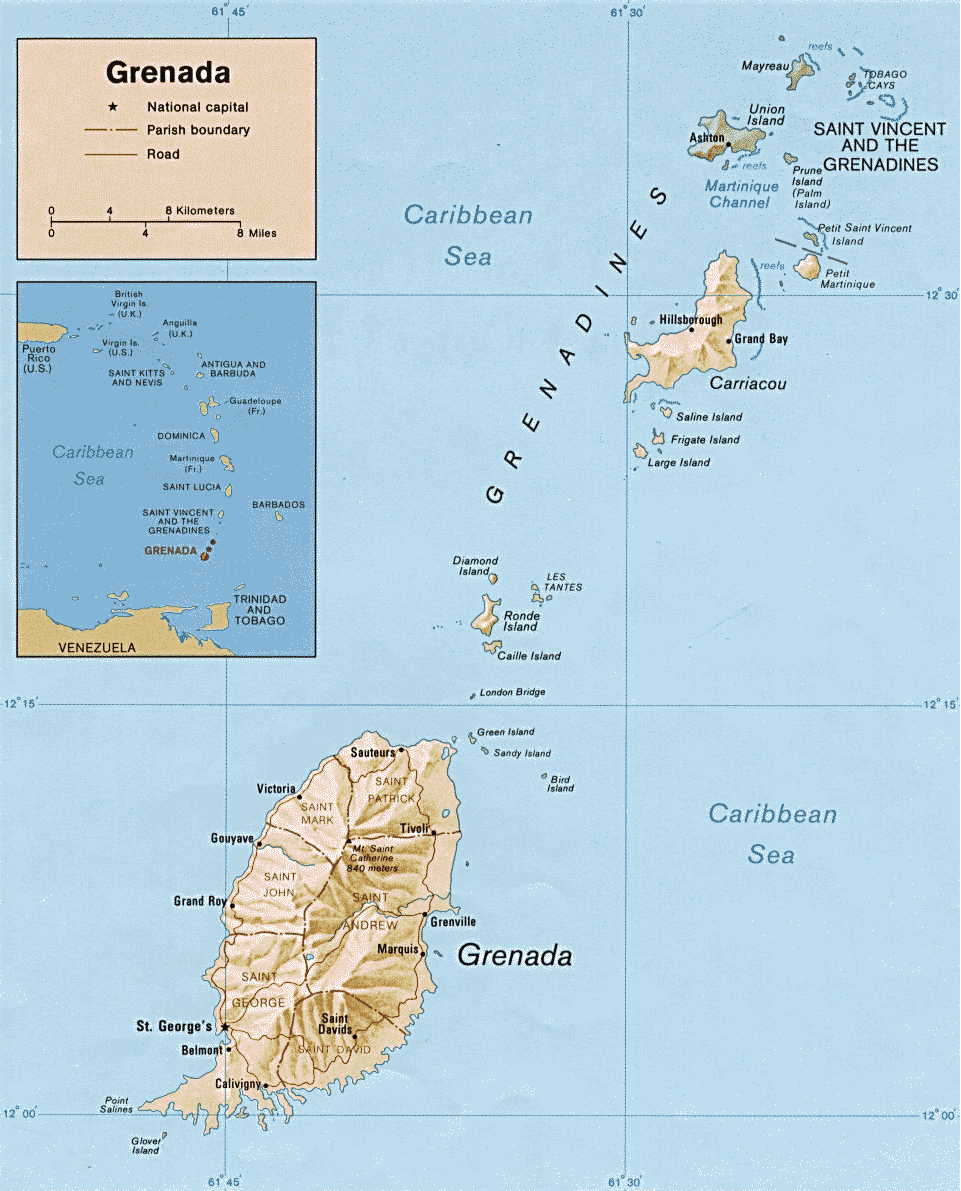
Гренада

После трагедии в Форт-Руперте 21 октября была созвана внеочередная сессия Организации Восточно-карибских государств, чтобы обсудить пути прекращения анархии и насилия на Гренаде. Действуя в соответствии со статьёй 8 Договора о коллективной безопасности ОВКГ 1981 года, участники сессии обратились к Барбадосу, Ямайке и США с предложением войти в состав многонациональных миротворческих сил на Гренаде. Шесть из семи членов организации (за исключением Доминики) опасались, что в будущем Фидель Кастро сможет использовать этот остров для расширения своего влияния на другие части архипелага.
В это время на Гренаде (в университете Сент-Джорджеса, а также в студенческих кампусах «True Blue» и «Grand Anse» в районе аэропорта Перлз) находились около 630 студентов из США. Потенциальная угроза их безопасности стала официальным поводом для военной операции американской администрации.
По другой версии, сразу после переворота Рейган приказал эскадре ВМС США, направлявшейся в Ливан с новой сменой морских пехотинцев, зайти на Гренаду и в случае необходимости эвакуировать американских студентов.

Ключевой проблемой операции «Вспышка ярости» было почти полное отсутствие актуальной разведывательной информации о расположении сил гренадской армии и кубинцев. Из-за спешки, в которой готовилась операция, в ходе вторжения произошло много накладок. Так, американские солдаты не имели карт Гренады и были вынуждены ориентироваться по туристическим путеводителям.
Источником информации стали снимки, сделанные самолётом-разведчиком SR-71, и данные американских туристов. Накануне вторжения на остров высадились несколько разведгрупп американского спецназа, сообщивших новые данные, поставившие всю операцию под сомнение. В частности, разведчики сообщили, что недостроенный аэропорт в Пойнт-Салинас, куда планировалось высадить подразделения 75-го полка рейнджеров и 82-й воздушно-десантной дивизии, был заблокирован строительной техникой, а также прикрыт несколькими 23-мм автоматическими зенитными орудиями и 12,7-мм пулемётами. Когда эта информация стала доступной американскому командованию, самолёты с десантниками уже находились в воздухе.

## План операции
Планом операции «Вспышка ярости» предусматривалась внезапная высадка как морского, так и воздушного десанта с целью захвата важнейших военных и административных объектов Гренады. Основу сил вторжения составляли подразделения рейнджеров и морской пехоты, а их усиление должна была осуществлять 82-я воздушно-десантная дивизия США.

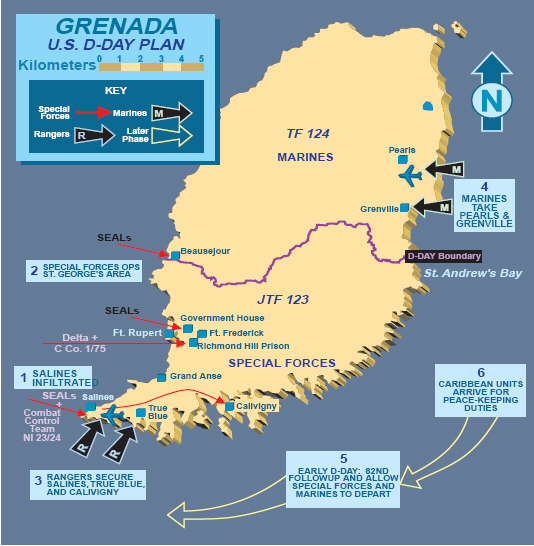
Карта вторжения на остров

Гренаду разделили на две зоны — северную и южную. Граница между ними проходила по дороге, соединяющей Сент-Джорджес и Гренвиль. Северную группировку составлял морской десант, который планировалось высаживать на северо-востоке острова, в районе аэродрома Перлз-Апрат. Южную группировку представлял воздушный десант, местом высадки которого на юго-западной оконечности острова был выбран строившийся аэропорт Пойнт-Салинас. Такой выбор мест высадки определялся тем, что доступных для этого районов на острове было мало.
Накануне операции усилилась активность разведывательной авиации США. В ночь с 23 на 24 октября несколько разведывательно-диверсионных групп общей численностью до 50 человек на вертолётах были переброшены на Гренаду с целью доразведки мест предстоящей высадки десантов. Время высадки было назначено на 05:00 25 октября.

## Силы США
Общее командование группировкой ВС США по вторжению на Гренаду осуществлял командующий 2-м ОФ (Силами ВМС США в Атлантике) вице-адмирал Д. Меткаф. Оперативной группировке вторжения было присвоено обозначение Объединённой оперативной группы ВС США № 120 (Joint Task Force 120).
В операции вторжения на Гренаду принимали участие силы ВМС США (из числа 2-го ОФ в Атлантике), воздушно-десантные, артиллерийские и инженерные части СВ США и авиационные части ВВС США.
Из состава кораблей 2-го ОФ ВМС были сформированы авианосная и амфибийная оперативные корабельные группы в составе 12 боевых кораблей.

## ВМС США

### АУГ ВМС
В состав авианосной группы вошли авианосец «Индепенденс» и шесть кораблей сопровождения: крейсер УРО «Ричмонд К. Тёрнер», эсминец УРО «Кунц», эскадренные миноносцы «Мусбраггер» и «Кэрон», фрегат УРО «Клифтон Спраг» и плавучий склад боеприпасов «Сурибачи».
АУГ 2-го ОФ ВМС США  (оперативная группировка 2-го ОФ ВМС США № 20.5, Task Group 20.5)

| Надводные корабли                                            | Авиация ВМС 6-й ОАП ВМС США на борту АВ № 62 («Индепенденс»)                                      | Авиация ВМС 6-й ОАП ВМС США на борту АВ № 62 («Индепенденс») |
| ------------------------------------------------------------ | ------------------------------------------------------------------------------------------------- | ------------------------------------------------------------ |
| Крейсер УРО № 20 («Ричмонд К. Тёрнер» типа «Леги»)           | 14-я АЭ (ПВО) (VF-14) 13 перехватчиков F-14A                                                      | 122-я авиаэскадрилья (ДРЛО) (VAW-122) 4 самолёта ДРЛО E-2C   |
| Эсминец УРО № 46 («Фаррагут» типа «Кунц»)                    | 32-я АЭ (ПВО) (VF-32) 14 перехватчиков F-14A                                                      | 131-я авиаэскадрилья (РЭБ) (VAQ-131) 4 самолёта EA-6B        |
| Эсминец УРО № 980 («Мусбраггер» типа «Спрюэнс»)              | 176-я истребительно-штурмовая авиаэскадрилья ВМС (VA-176) 16 штурмовиков A-6E/дозаправщиков KA-6D | 15-я АЭ ПЛО: 6 вертолётов SH-3                               |
| Эсминец УРО № 970 («Кэрон» типа «Спрюэнс»)                   | 87-я истребительно-штурмовая авиаэскадрилья ВМС (VA-87) 12 штурмовиков A-7E                       | 28-я АЭ ПЛО (VS-28) 10 самолётов ПЛО S-3A                    |
| Фрегат УРО № 16 («Клифтон Спраг» типа «Оливер Хазард Перри») | 15-я истребительно-штурмовая авиаэскадрилья ВМС (VA-15) 12 штурмовиков A-7E                       | Палубная ВТА 1 самолёт C-1A                                  |
| склад боеприпасов №-21 («Сурибачи» типа «Сурибачи»)          |                                                                                                   |                                                              |

### Десантные силы ВМС
Корабельная десантная группа ВМС США (оперативно-тактическая корабельная группа ВМС № 124, Task Force 124) включала в себя пять кораблей:
- десантный вертолётоносец № 9 («Гуам») (типа «Иводзима»);
- десантный корабль-док (ДКД) № 14 («Трентон») (типа «Остин»);
- ДКД № 30 («Форт Снеллинг») (типа «Томастон»);
- танкодесантные корабли (ТДК) № 1180 («Мэнитовок») и № 1197 («Барнстейбл Каунти»)[21].

### Силы Корпуса морской пехоты США
На кораблях десантной группы находились:
- 22-й экспедиционный полк Корпуса морской пехоты США (в составе 2-го батальона 8-го полка морской пехоты, 261-й и 167-й авиаэскадрильи армейской авиации (АА) Корпуса морской пехоты США, подразделений тяжёлого вооружения и сапёрных подразделений) с приданной батареей легких гаубиц и взводом танков М60.
- Разведывательно-диверсионные группы специального назначения (СпН) [неизвестный термин] из состава 4-го полка СпН ВМС[неизвестный термин] и группа бойцов отдельного полка ВМС по борьбе с терроризмом на море.

## Сухопутные войска США

### Воздушно-десантные части и соединения сухопутных США

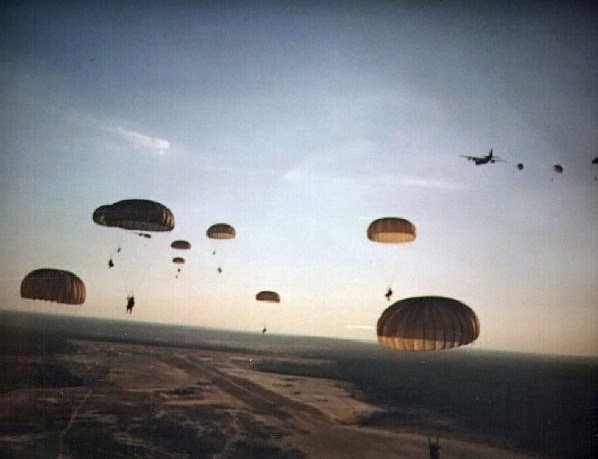
Выброска ДШГ 75-го пдп в районе строящегося аэропорта а/п Пойнт-Салинас

Общая численность воздушного десанта составляла около 5000 человек.
Силами воздушного десанта командовал первый заместитель командующего оперативной группировкой генерал-майор Н. Шварцкопф.
- Бригадные группы 82-й ВДД (оперативно-тактическая группа СВ № 123, Task Force 123):

2-я вдбр (325-й пдп с подразделениями усиления) 

3-я вдбр (1-й и 2-й пдб 505-го пдп с подразделениями усиления)
- 75-й пдп (двухбатальонного состава в 1983 г.) (оперативно-тактическая группа СВ № 121, Task Force 121);
- подразделения 1-го оперативного полка специального назначения Сухопутных войск (1-го оп СпН СВ) («Дельта»).

### Части армейской авиации (АА) СВ США
- 160-й АП СпН СВ;

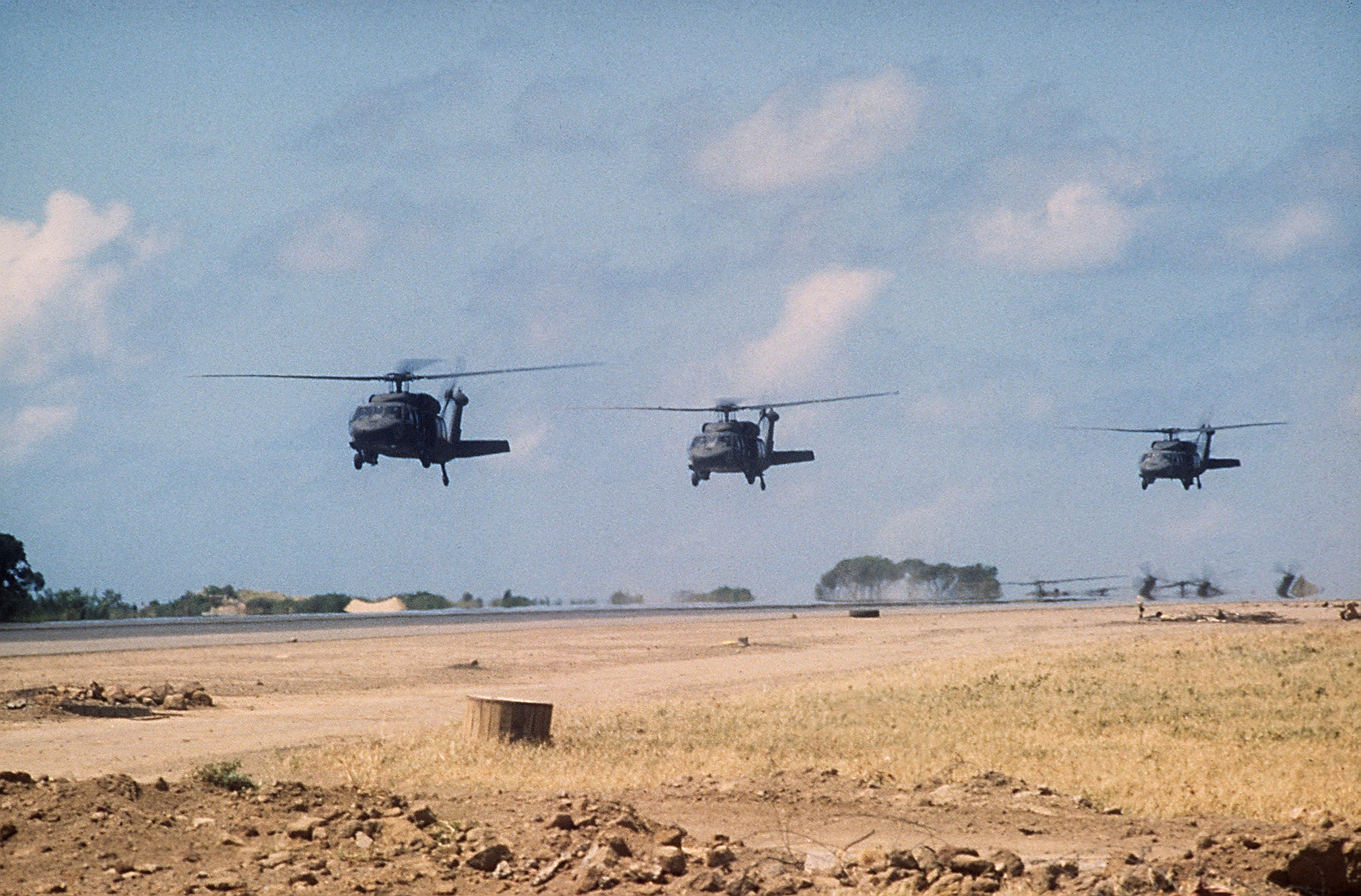
Вертолёты UH-60A 160-го АП СпН СВ при заходе на посадку в а/п Пойнт-Салинас. Вторжение на Гренаду было первой операцией с боевым применением подразделений 160-го АП.

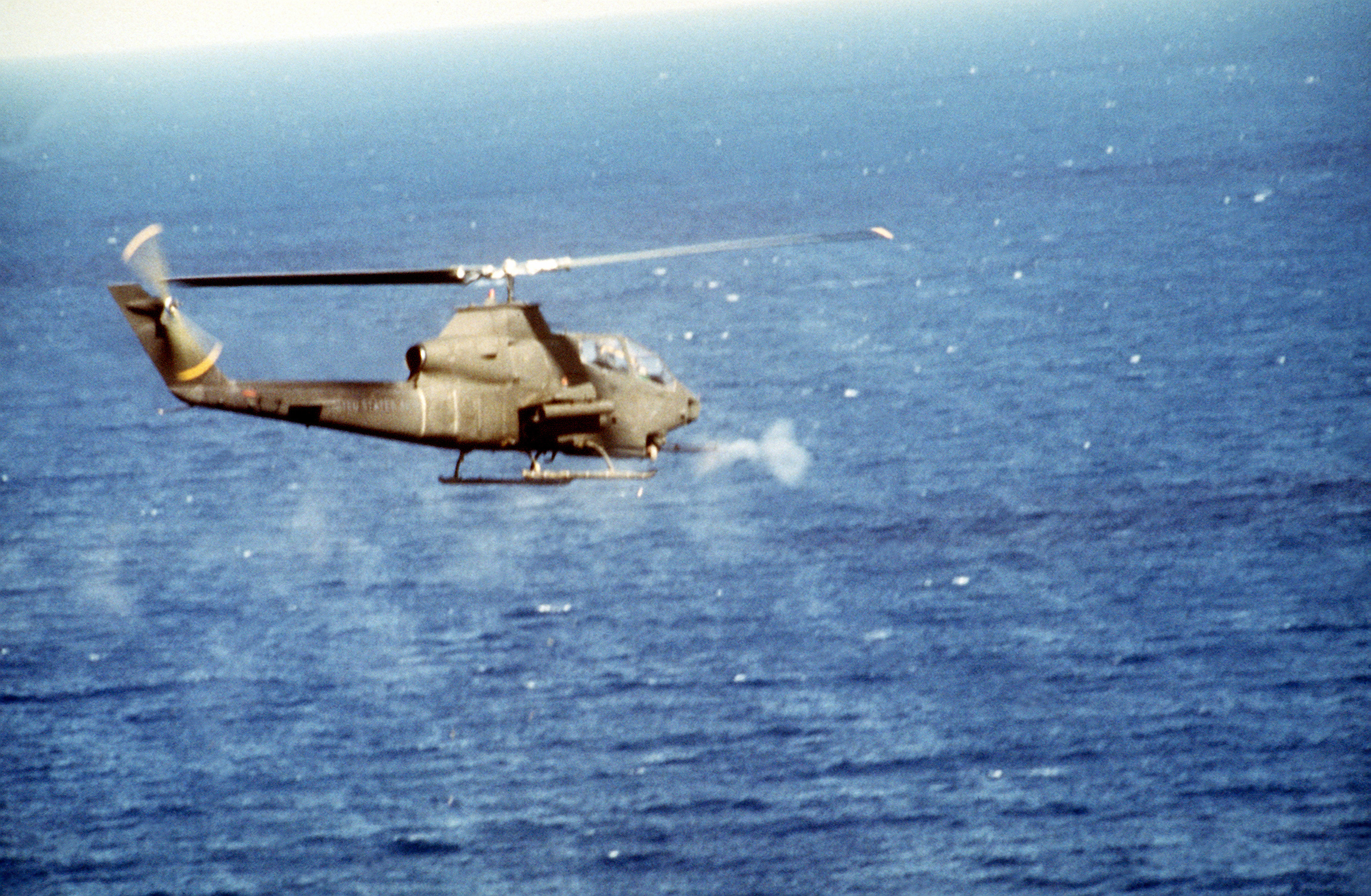
Ударный вертолёт АА AH-1S осуществляет непосредственную авиационную поддержку частей КМП США на побережье

- 18-я рота АА из состава 269-й АЭ (батальона) АА СВ.

### Инженерно-саперные части

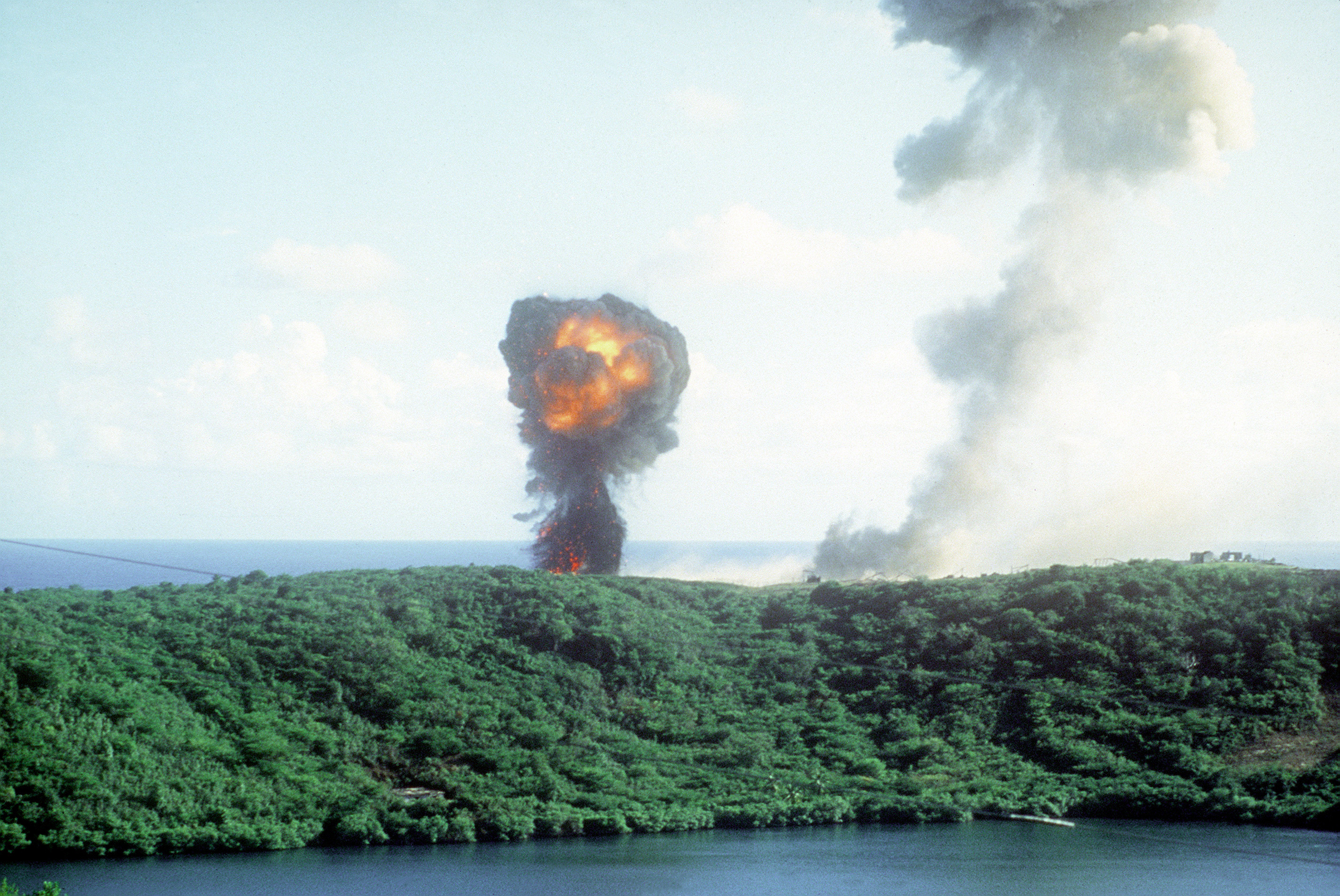
Артиллерийский обстрел позиций ВС Гренады у населённого пункта Пойнт-Каливини

- инженерно-саперные роты из состава 60-го пп и 9-й ПД;
- 27-й саперный батальон 20-й саперной бригады СВ США;
- 548-й саперный батальон СВ США.

### Части обеспечения и тыла
- Корпусной штаб обеспечения и тыла из состава 3-й армии СВ США;
- 50-й пдб связи из состава 35-й пбр связи СВ США;
- 9-й батальон психологической войны (ПВ) СпН из состава 4-го полка ПВ СпН;
- 7-й автомобильный батальон;
- 546-я автомобильная рота;
- 44-я бригада медицинской службы СВ США;
- 82-я рота финслужбы;
- подразделения военной полиции (ВП):
  - две роты ВП из состава 18-го воздушно-десантного корпуса СВ США;
  - рота ВП из состава 3-го пехотного корпуса СВ США.

## ВВС США

### Авиационные части ВВС
- 33-е истребительное авиакрыло обеспечивало завоевание превосходства в воздухе и ПВО наземной группировки перехватчиками F-15A
- 552-й АП ДРЛО обеспечивал контроль воздушного пространства и наведение при помощи самолётов ДРЛО ВВС E-3A
- 23-й ШАП обеспечивал непосредственную поддержку продвигавшихся частей СВ штурмовиками A-10 Thunderbolt
- 16-й АП СпН ВВС обеспечивал непосредственную поддержку продвигавшихся частей СВ самолётами огневой поддержки AC-130H
- 43-й и 317-й ВТАП обеспечивали снабжение группировки при помощи самолётов ВТА C-141 и C-130
- 317-й АП заправщиков обеспечивал дозаправку в воздухе принимающих участие в операции самолётов
- Части ВВС Национальной гвардии предоставили в распоряжение группировки некоторое количество штурмовиков A-7 Corsair II.

### Части авианаводчиков ВВС
- Группы авианаводчиков из состава 507-го АП и 21-й АЭ были приданы бригадным группам 82-й ВДД.

### Вспомогательные части ВВС
- 60-й, 63-й и 443-й ВТАП выделяли из своего состава 60-ю, 63-ю и 443-ю роты ВП по охране аэродромов на Гренаде и Барбадосе (60-й ВТАП)
- 62-я сводная группа безопасности ВВС обеспечивала содержание и отправку военнопленных для частей и подразделений 82-й ВДД
- Метеорологические группы из состава 5-го полка метеорологической службы ВВС были приданы бригадным группам 82-й ВДД.

## Контингент восточнокарибских государств
В общей сложности, в состав «Карибских миротворческих сил» (Caribbean Peace Force) вошли около 350 военнослужащих и полицейских из пяти островных государств (получила хождение формулировка «пять восточнокарибских демократий») — Ямайки, Барбадоса, Доминики, Сент-Люсии, Сент-Винсента и Гренадин. Наиболее заметны были ямайский и барбадосский контингенты:
- Ямайка — стрелковая рота, отделение миномётов и медиков — всего 150 человек;
- Барбадос — стрелковое подразделение около 50 человек.

В боевых действиях восточнокарибские подразделения участия не принимали. Тем не менее барбадосские войска сыграли роль в установлении оккупационного режима и, по некоторым свидетельствам — в том числе Бернарда Корда — проявляли особую жёсткость.

## Вооружённые силы Гренады
Вооружённые силы Гренады насчитывали около 1000 человек, находившихся в составе одного пехотного батальона постоянной готовности и пяти неполных пехотных батальонов. На острове находились около 800 кубинских строителей, принявших участие в боевых действиях на стороне вооружённых сил Гренады. Какого бы то ни было тяжёлого вооружения (боевые корабли, самолёты, танки, тяжёлая артиллерия) Народно-революционная армия Гренады не имела, за исключением 10 советских БТР-60 и 2 БРДМ-2. В районе строившегося аэропорта и на возвышенности у аэропорта Перлз было установлено несколько 12,7-мм пулемётов и 23-мм зенитных установок. Впоследствии американцы устроили экспозицию всего захваченного оружия: один БРДМ-2, два БТР-60ПБ, 12 зенитных установок ЗУ-23, 65 миномётов, 68 гранатомётов, 6322 или 6330 винтовок, 291 пистолет-пулемёт и 5,6 млн патронов, причём среди оружия были даже однозарядные винтовки образца 1870 г.

## Вторжение

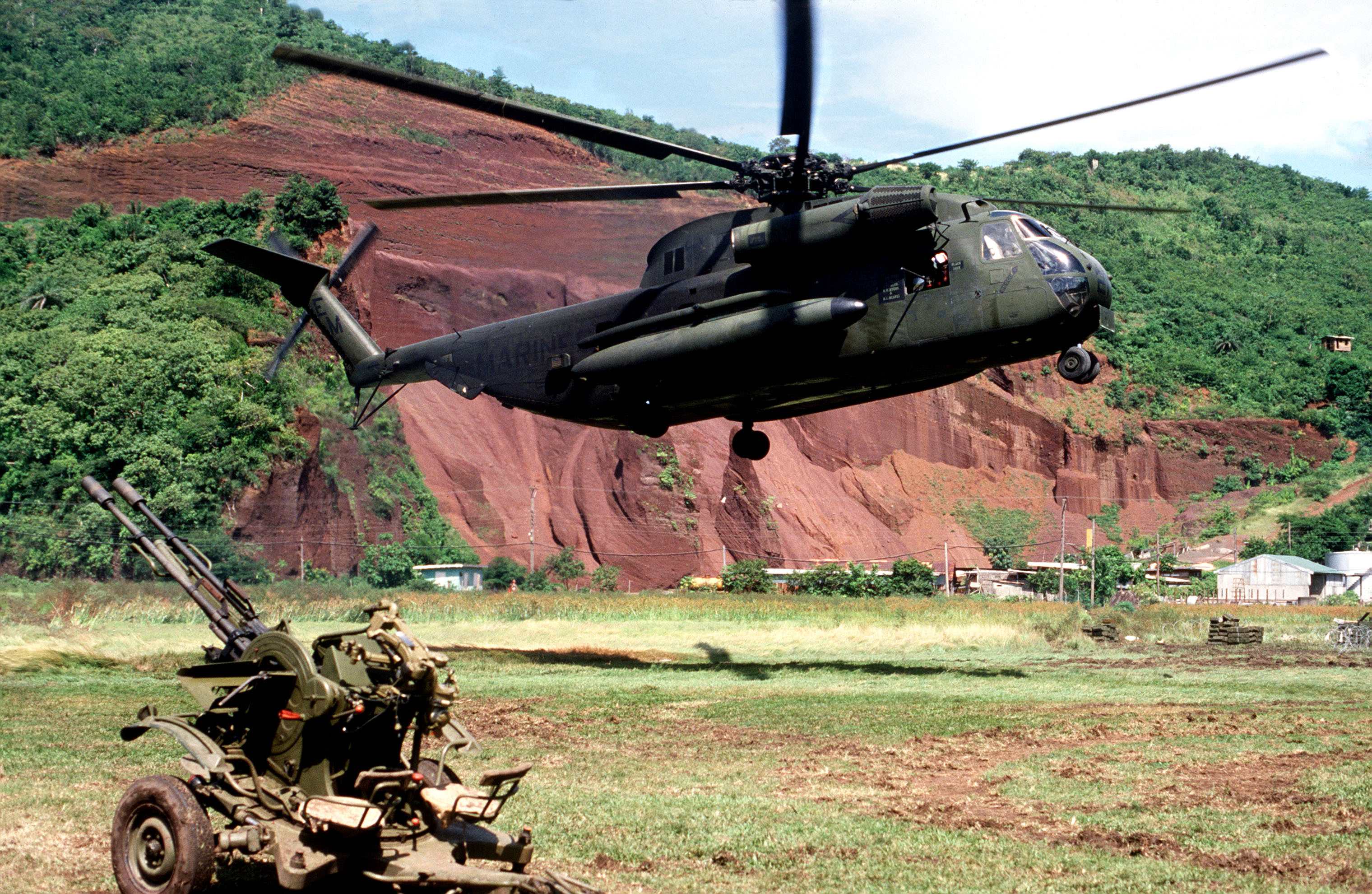
CH-53D КМП США в висении над захваченной у ВС Гренады позицией ЗУ-23 советского производства

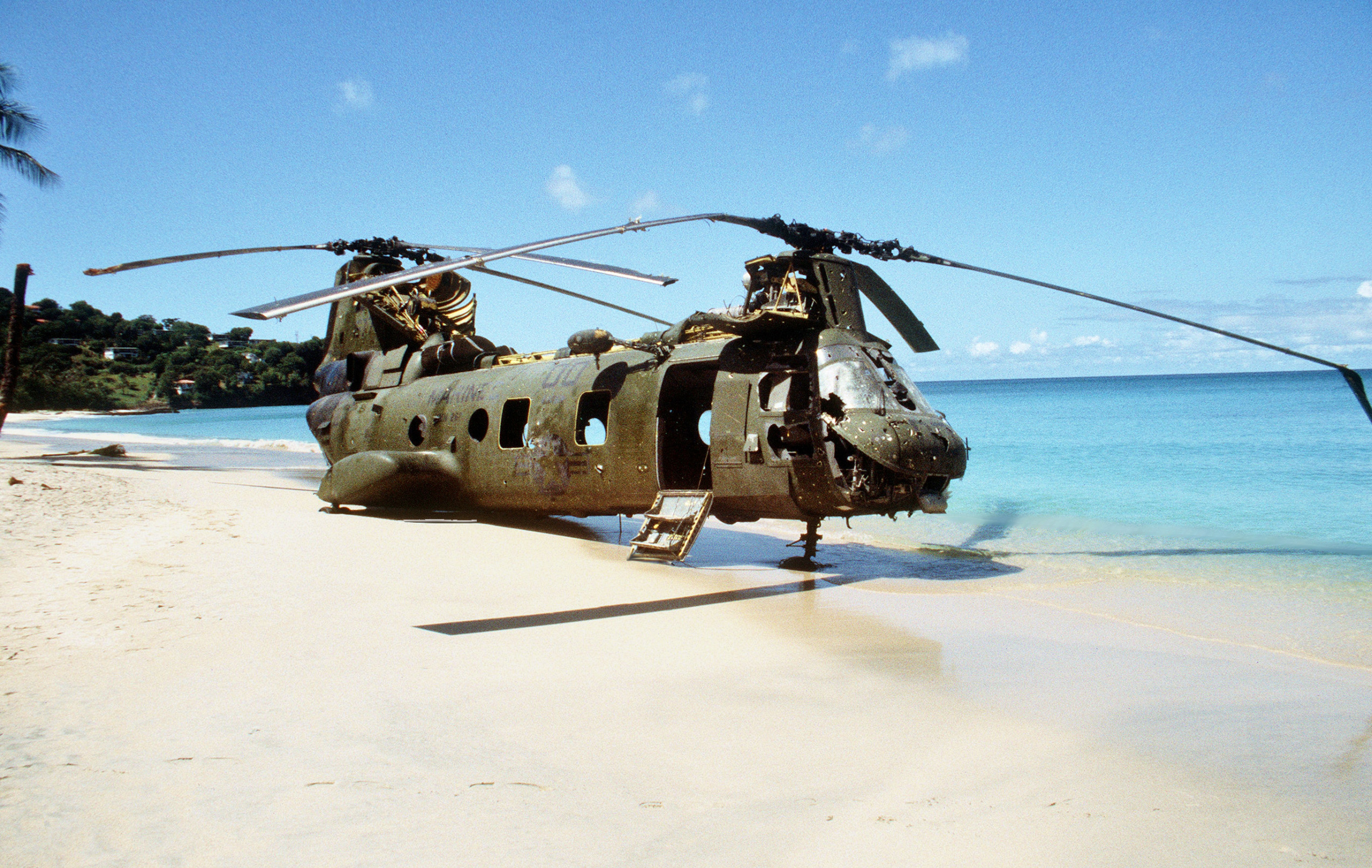
Сбитый CH-46 «Си Найт» американского производства на пляже в Гранд-Энс

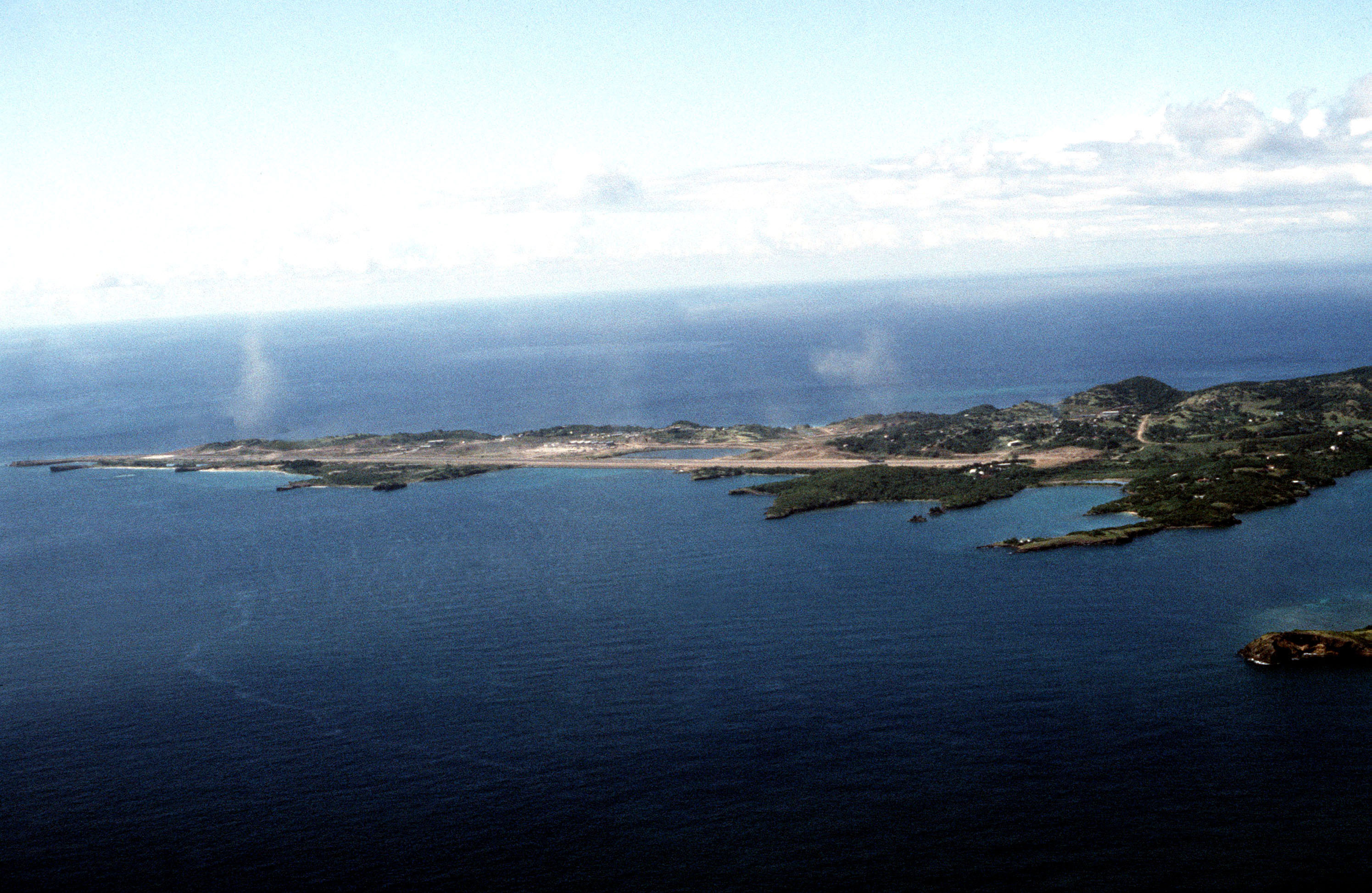
Аэродром Пойнт-Салинас

Вторжение на Гренаду началось в 6 часов утра (по другим данным, в 5:40 или в 5:25) 25 октября 1983 года. Рональд Рейган в книге «Откровенно говоря» утверждает, что непосредственно перед вторжением Белый дом уведомил СССР и Кубу об операции, в надежде избежать излишнего кровопролития, «но Кастро отдал своим кубинцам приказ сражаться насмерть, и многие так и сделали».
После начала операции единственным каналом связи с внешним миром для правительства Гренады остался передатчик в кубинском посольстве, поскольку незадолго перед началом операции (или вскоре после её начала) на острове внезапно вышли (или были выведены) из строя системы связи.
Диктор радио Гренады успел выйти в эфир и сообщить о начавшемся вторжении, однако спустя 45 минут на этой волне начали вещание американцы.
На пресс-конференции в Гаване заместитель министра иностранных дел Кубы Р. Аларнон сообщил, что, согласно радиосообщению из кубинского посольства в Сент-Джорджесе, утром 25 октября 1983 года кубинцы, находившиеся в районе аэропорта, были атакованы шестью боевыми вертолётами США, вследствие чего кубинские добровольцы были вынуждены открыть ответный огонь. По сообщению кубинского посольства, в 6:55 здание, в котором оборонялись кубинцы, находившиеся в районе аэропорта, было уничтожено артиллерийско-миномётным огнём противника, в боевом столкновении в районе аэропорта погибли шесть кубинских граждан, ещё двое кубинцев были тяжело ранены. Отвечая на вопросы журналистов, Р. Аларнон сообщил, что кубинцы, находившиеся на острове, на законном основании использовали стрелковое оружие, которое было ранее передано им правительством Гренады для самообороны.
Вторжение имело информационно-пропагандистское сопровождение: с момента вторжения начала вещание радиостанция «Спайс Айленд», призывавшая население Гренады «сохранять спокойствие», а военнослужащих гренадской армии — «не оказывать сопротивления». После высадки на острове сил США жителям начали раздавать газету «Голос Гренады», в которой содержалось теоретическое обоснование вторжения. По некоторым данным, к вспомогательным функциям при американских военнослужащих были привлечены освобождённые из тюрьмы бывшие члены «Банды мангустов».
Несмотря на зенитный огонь, высадка воздушного десанта в Пойнт-Салинас прошла успешно. Затем рейнджеры при поддержке авиации отразили контратаку, которую предприняли три БТР-60 моторизованной роты гренадской армии — в результате два БТР-60 были подбиты выстрелами из противотанковых гранатомётов LAW и 90-мм безоткатных орудий, а третий — огнём с самолёта AC-130. Гренадцы отступили, оставив двух убитых.
Вечером 26 октября США были вынуждены направить на Гренаду дополнительные силы — два батальона.

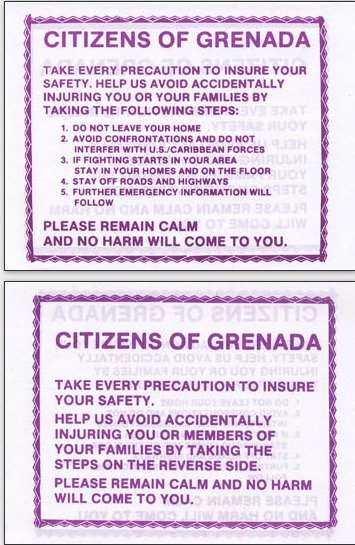
Листовка, подготовленная 9-м батальоном психологических операций США и распространявшаяся на Гренаде

Штурмовик А-7 палубной авиации ВМФ США по ошибке нанёс удар по психиатрической лечебнице, где погибло по меньшей мере 12 пациентов (по другим данным, американская авиация начала бомбить штаб гренадской армии и солдатские казармы, но командование сняло флаг со здания штаба и повесило его на крышу стоявшей неподалёку психиатрической клиники. Поэтому бомбы падали на больницу, а военные остались целы).
Несмотря на хаос первых часов операции, полное американское превосходство в огневой мощи сделало своё дело.
27 октября боевые действия были в основном завершены. Последние американские студенты были освобождены из-под охраны 28 октября, спустя более чем трое суток после высадки десанта.

## Вопрос о кубинском военном присутствии на Гренаде
Всего в момент вторжения на Гренаде находилось 784 кубинца, в том числе 636 строителей, 44 врача и учителя, 43 военнослужащих.
Косвенно и сами американцы подтверждают, что кубинцы на Гренаде не были солдатами, но по кубинским законам все граждане Кубы проходят военную подготовку и умеют обращаться с оружием. По некоторым данным, кубинские строители на Гренаде были вооружены автоматами и пулемётами. Фидель Кастро отмежевался от переворота сразу после его совершения, кубинский контингент на острове располагал только стрелковым оружием и отсиживался в своих казармах.
По ещё одной версии, перед высадкой десанта ЦРУ докладывало, что на строительстве аэродрома заняты всего 200 рабочих с Кубы, но эти сведения оказались неточны. Морская пехота столкнулась с хорошо организованным сопротивлением более чем 700 кубинцев.

## Потери сторон

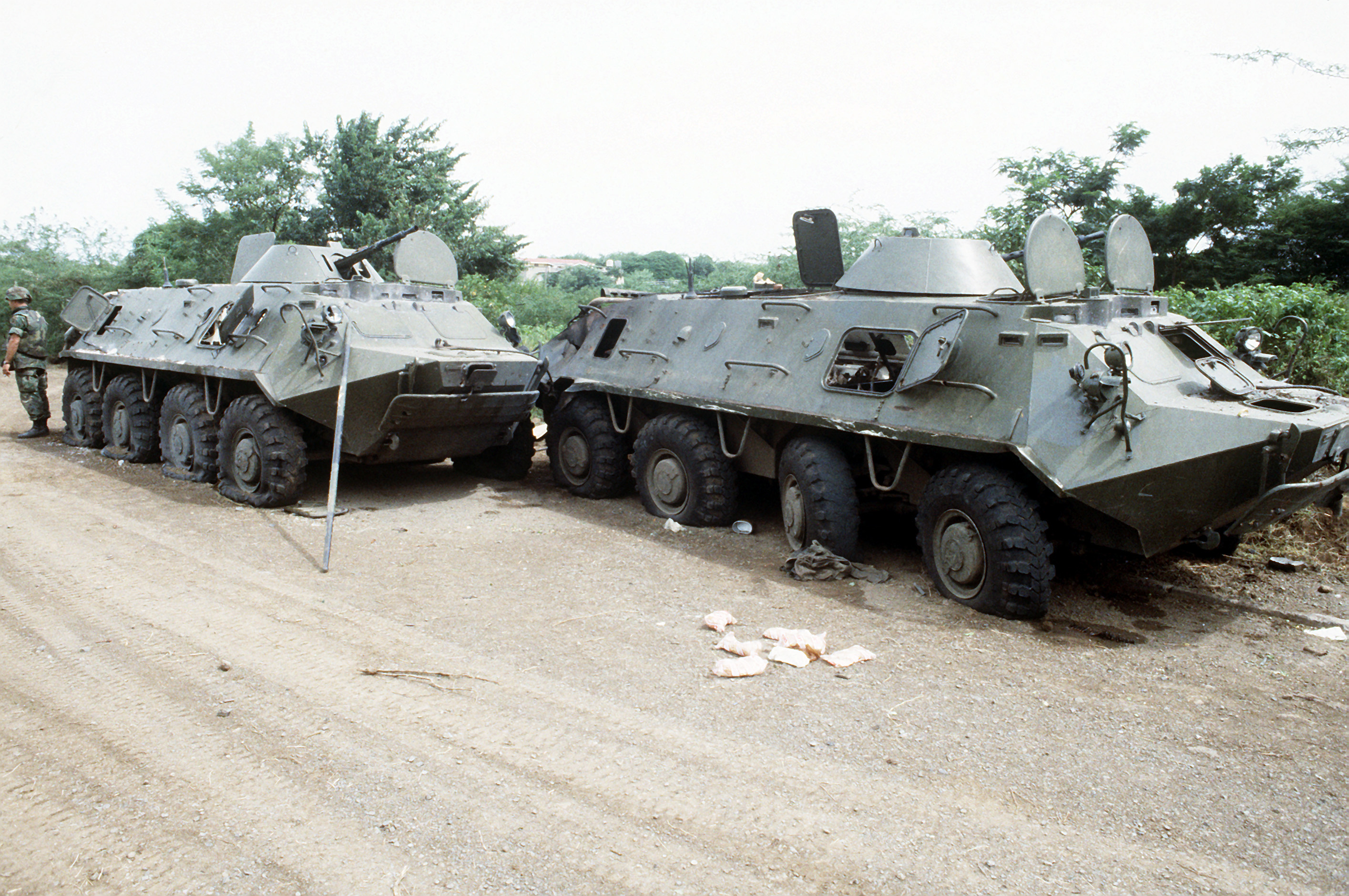
Подбитые БТР-60ПБ ВС Гренады

США: По официальным данным правительства США, объявленным 17 декабря 1983 года, в ходе операции погибли 19 и получили ранения 116 военнослужащих США. Огнём с земли были сбиты несколько вертолётов, в том числе один CH-46Е, один MH-6, два AH-1T «Cobra» и три UH-60A. Всего за три дня было потеряно 9 американских вертолётов и несколько было повреждено, при этом гренадцы не имели противовоздушных ракет и использовали только зенитные пулемёты.
Гренада: По официальным данным правительства США, объявленным 17 декабря 1983 года, в ходе операции были убиты 45 и ранены 337 жителей Гренады. На земле были захвачены по меньшей мере два самолёта гражданской авиации (Ан-2 и Ан-26). Вооружённые силы Гренады были разоружены и расформированы. В результате вторжения инфраструктуре и экономике острова был нанесён значительный материальный ущерб.
Кубинцы: Цифры потерь среди кубинских строителей, гренадских военнослужащих и мирных жителей в разных источниках расходятся, но они были невелики. По официальным данным правительства США, объявленным 17 декабря 1983 года, в ходе операции 24 кубинца погибли, 49 были ранены, более 600 человек попали в плен.
Дважды американскими силами было ошибочно обстреляно советское посольство. Один из сотрудников был тяжело ранен.
Потери СССР включают также невозвращённый кредит на сумму 160 тыс. советских рублей (по состоянию на начало 2003 года оставался не выплачен).

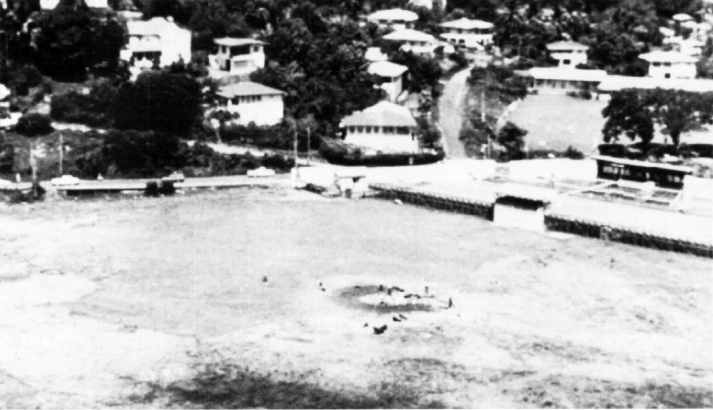
Всё что осталось от сбитого вертолёта AH-1 «Кобра». Пилот вертолёта был посмертно награждён Военно-морским крестом за героизм при спасении своего товарища

## Общественная реакция

### Реакция на Гренаде
3 ноября 1983 года американская телекомпания CBS провела опрос среди гренадцев: в условиях оккупации страны американскими войсками 91 % опрошенных заявили, что рады приходу американской армии на остров, однако через два месяца число гренадцев, выступавших в поддержку интервенции, снизилось до 84 %, а 12 % выступали против неё. Вместе с тем 59 % гренадцев выступали за увеличение американского военного присутствия на острове, 9 % — за его уменьшение, 8 % — за полную ликвидацию.

### Реакция в США

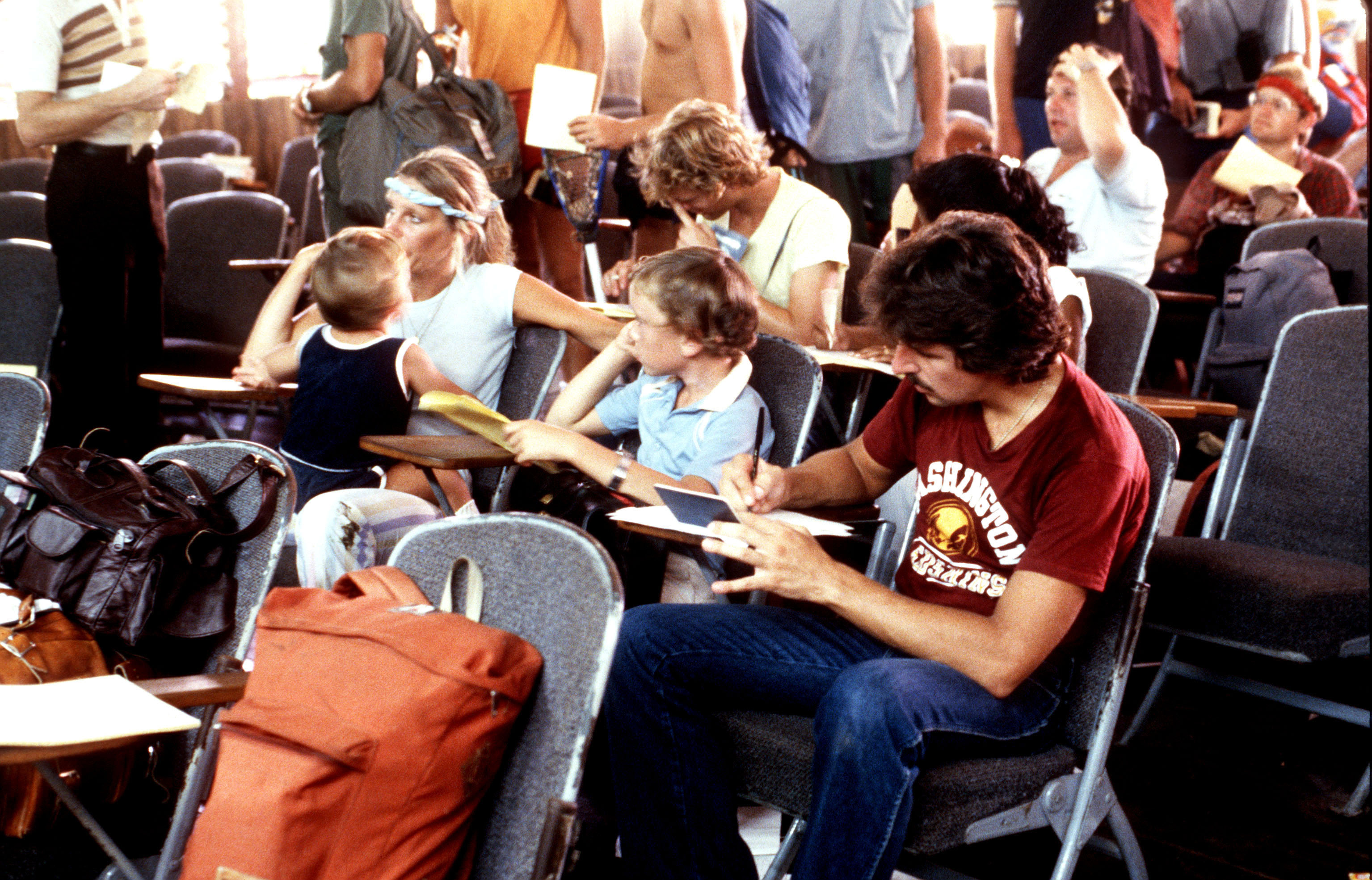
Американские студенты ждут эвакуации с Гренады

В США вторжение поддержали большинство граждан (по разным оценкам, 51 % или около 60 %).
Спикер палаты представителей Тип О’Нил выступил с осуждением операции и назвал её «продолжением „политики канонерок“».
18 ноября 1983 года одиннадцать американских конгрессменов (Р. Деллэмс, Дж. Коньерс, У. Клей, Дж. Крокет, М. Даймэли, Д. Эдвардс, У. Фонтрой, П. Митчелл, Г. Сэвидж, Л. Стоукс и Т. Вайс) возбудили в окружном суде Вашингтона иск против президента США Р. Рейгана, министра обороны Уайнбергера, госсекретаря Шульца и председателя объединённого комитета начальников штабов Весси в связи с грубым нарушением американских законов при подготовке и осуществлении вторжения на Гренаду.

### Международная реакция
Вторжение осудили Франция, Швеция и другие страны. У посольств США в Амстердаме, Лондоне и Бонне прошли демонстрации протеста. Мексика оценила вторжение как источник дополнительных угроз миру в Центральной Америке и на Карибском архипелаге и призвала Совет Безопасности ООН принять меры к выводу иностранных войск с острова. Великобритания выступила против проведения операции.
Операция была осуждена СССР, Китаем и другими социалистическими странами.
С осуждением и протестом против вторжения выступили ряд стран Латинской Америки, в том числе Гайана, Куба, Никарагуа, Тринидад и Тобаго.
28 октября 1983 года США воспользовались правом вето, чтобы воспрепятствовать принятию проекта резолюции Совета Безопасности ООН в отношении событий на Гренаде (за принятие которой проголосовали 11 из 12 членов СБ ООН — все, за исключением США).
2 ноября 1983 года Генеральная Ассамблея ООН приняла резолюцию № 38/7, которая оценила вторжение на Гренаду как грубое нарушение международного права и посягательство на независимость, суверенитет и территориальную неприкосновенность этого государства и содержала требование немедленно прекратить вооружённую интервенцию в этой стране и вывести оттуда иностранные войска. В поддержку резолюции проголосовали 108 стран, против — США и ещё 8 стран.

## Последствия
Вскоре после начала операции кубинское посольство было окружено подразделением американских военнослужащих, которые не позволяли никому пройти на территорию посольства или покинуть её. При этом американцами были задержаны два представителя кубинского Государственного комитета по экономическому сотрудничеству, которых отправили в лагерь военнопленных (несмотря на их дипломатический статус) и продержали там несколько часов. 1 ноября генерал-губернатор П. Скун направил в кубинское посольство ноту, в которой требовал покинуть остров в течение 24 часов. В ответ кубинское правительство направило ноту в Вашингтон, в которой сообщило, что дипломатический состав не выедет из страны, пока оттуда не будет эвакуирован весь находящийся на острове кубинский гражданский персонал — в том числе раненые, захваченные в плен и погибшие.
Как сообщил в интервью дежурный комендант советского посольства на Гренаде Н. Я. Ушаков, вскоре после начала операции здание советского посольства было блокировано силами американской морской пехоты, которые не позволяли никому пройти на территорию посольства или покинуть её. Во время отправки в аэропорт каждого из советских граждан допрашивали, а также обыскивали.
29 октября США отменили все экономические санкции, введённые против Гренады, и предоставили острову 110 млн долларов компенсации за ущерб, нанесённый в ходе действий американской армии.
Американские войска были выведены с острова к 15 декабря 1983 года. На Гренаде осталось 300 военнослужащих США (в том числе одна рота военной полиции и подразделение военной разведки), а также представители военного контингента восточнокарибских государств. Официальной целью их пребывания (в рамках операции «Island Breeze») являлось «обеспечение безопасности и помощь полиции».
На возвращение к власти претендовал экс-премьер Эрик Гейри, свергнутый Бишопом в 1979 году. Перспектива реставрации гейризма не устраивала большую часть гренадского общества и администрацию США. Претензии на премьерство высказывал Фрэнсис Алексис. Тем не менее переходное правительство — Временный консультативный совет Гренады — возглавил педагог Николас Брэтуэйт, считавшийся политически неангажированной фигурой. Против Гейри была создана коалиция правоцентристских сил, объединённая в консервативную Новую национальную партию во главе с Гербертом Блейзом. 3 декабря 1984 года в стране прошли выборы, на которых победила Новая национальная партия, получившая более 58 % голосов. Объединённая лейбористская партия Эрика Гейри собрала 36 %, Патриотическое движение имени Мориса Бишопа — всего 5 %.
По состоянию на 7 февраля 1985 года на острове оставались 250 военнослужащих США и 450 военнослужащих и полицейских восточнокарибских государств, которые «по просьбе правительства Гренады» должны были оставаться в стране до 30 сентября 1985 года.
В 1986 году состоялся судебный процесс, получивший название Гренада 17. Перед судом предстали 18 человек — участники свержения Бишопа и убийства в Форт-Руперте. Бернард Корд, его жена Филлис Корд, генерал Остин, лейтенант Бернард и 10 других обвиняемых были приговорены к смертной казни, которая в 1991 году была заменена на пожизненное, а затем на 30-летнее заключение. Трое рядовых получили сроки от 30 до 45 лет, один был оправдан. Осуждённые были освобождены в 2000—2009 годах. Первой на свободу вышла Филлис Корд, одним из последних — Бернард Корд.
Вторжение на Гренаду было первой крупной операцией вооружённых сил США после окончания войны в Юго-Восточной Азии. Несмотря на целый ряд локальных неудач, общий исход вторжения оказался успешным. Операция сыграла определённую роль в восстановлении престижа американской армии США после Вьетнама. Извлечённые из неё уроки были учтены при подготовке гораздо более крупного вторжения в Панаму в 1989 году.
Позднее Рейган писал в своих мемуарах:

«Нельзя было позволить, чтобы призрак Вьетнама вечно витал над страной и препятствовал нам защищать законные интересы национальной безопасности. Я подозревал, что, если мы даже под строжайшим секретом сообщим о готовящийся акции лидерам конгресса, среди них всегда найдётся человек, который сообщит о ней средствам массовой информации. Мы не стали ни у кого спрашивать разрешения, а поступили так, как считали нужным».

После окончания военной операции новым правительством Гренады был учреждён государственный праздник — День Благодарения (Thanksgiving Day), который празднуется ежегодно 25 октября по сегодняшний день.
В 2009 году международному аэропорту в Порт-Салинас было присвоено имя Мориса Бишопа (Maurice Bishop International Airport).

## Отражение в культуре и искусстве
- х/ф «Перевал разбитых сердец» (США, 1986)
- документальный фильм «Forward Ever: The Killing of a Revolution» (Тринидад и Тобаго, 2013) — реж. Брюс Паддингтон и Люк Паддингтон
- ироническое стихотворение Александра Сопровского «Ода на взятие Сен-Джорджеса 25 октября 1983 года», стилизованное под Державина[63][64]:

<…> Горит рассвет над Потомаком.

Под звёздно-полосатым флагом

Макдональда победный флот

Летит, как коршун над оврагом,

Как рыба хищная, плывёт —

И се! марксизма пал оплот <…>.